# 리젤로테 폰 데어 팔츠 후작영애
엘리자베트 샤를로트 "리젤로테" 폰 데어 팔츠 후작영애(독일어: Elisabeth Charlotte "Liselotte" Prinzessin von der Pfalz, 1652년 5월 27일 ~ 1722년 12월 8일)는 오를레앙 공작 필리프 1세의 두 번째 아내이다.

## 생애
팔츠 선제후 카를 1세 루트비히의 장녀로, 1671년 11월 21일 필리프와 결혼했다. 필리프에게는 첫 번째 아내 헨리에타 앤 스튜어트와 사별하고 두 번째의 결혼이었다. 동성애자인 남편과는 사이가 좋지 않았으나 전처 헨리에타가 낳은 자식들과는 원만한 관계를 유지했고, 루이 14세의 애첩 라 발리에르 공작 부인이 낳은 아이들도 수녀원에 들어간 그녀 대신 길러 주었다.
1685년 오빠 팔츠 선제후 카를 2세가 후사를 남기지 못한 채 죽고 그녀의 친정 가문인 팔츠-짐메른 가문은 단절되었다. 팔츠 선제후의 계승 문제를 둘러싸고 팔츠 계승전쟁이 벌어졌다. 이것은 노이부르크 공 필립 빌헬름이 이미 선제후의 자리를 계승했음에도 불구하고 영토 확장을 목적으로 루이 14세가 제수씨에 해당하는 엘리자베트 샤를로트의 계승권을 주장하며 라인 지방을 침공했기 때문이었다. 전쟁이 장기화되면서 프랑스와 대동맹 측은 모두 재정 위기를 맞았고, 레이스베이크 조약을 통해 전쟁을 종결하기로 합의했다. 프랑스는 스트라스부르 등의 영토를 얻는 대신 팔츠에 대한 계승권을 포기했다.
엘리자베트 샤를로트는 남편이 죽은 후 수녀원에 들어가지 않고 자신의 칭호와 재산을 그대로 유지했고 70세의 나이에 죽었다.

## 자녀
- 알렉상드르 루이(1673~1676)
- 필리프(1674~1723): 오를레앙 공
- 엘리자베트 샤를로트(1676~1744): 로렌 공 레오폴트와 결혼(프란츠 1세의 모후)